# Ruisseau de la Combe
Le ruisseau de la Combe est un cours d'eau situé sur les communes de Bassins, Arzier-Le Muids et Vich, dans le canton de Vaud, en Suisse. Il est inclus dans le parc naturel régional Jura vaudois et en partie dans le district franc fédéral du Noirmont.

## Géographie
La Combe prend sa source au lieu-dit Le Rebattiau, à une altitude de 955 mètres. Le long de son parcours, il longe l'ouest du village de Bassins et l'est du village d'Arzier-Le Muids et de Vich, en passant par le lieu-dit la Tanne à l' Ours, à une altitude de 888 mètres, en traversant les gorges de Moinsel, et les lieux-dits Le Fiay, Le Grand Chaney et Les Rochettes, avant d'arriver dans la combe de Begnins, à une altitude de 615 mètres. Il coule, ensuite, le long de la localité de La Cézille, jusqu'à l'embouchure avec la Serine, à une altitude de 515 mètres, dans le hameau Le Ravin, entre les villages de Bassins, Vich et Begnins.